# Revolución y contrarrevolución en Cataluña
Revolución y contrarrevolución en Cataluña (1936-1937) es un libro de historia de Carlos Semprún Maura acerca de la revolución social española de 1936. Fue publicado inicialmente en Francia en 1974. En 1978, es editado en español por Tusquets en la colección "Acracia". Jaime Semprun, sobrino del autor, participó en la redacción del libro a pesar de no estar mencionado.

## Argumento
Semprún Maura expone el hecho de que durante la revolución española, «Todo el mundo estaba, de un modo u otro, en contra de las colectivizaciones, excepto los propios trabajadores. Bien es verdad que la CNT-FAI las reivindicó como suyas, y fueron casi siempre militantes de esas organizaciones que tomaron la iniciativa de crearlas. Pero el decreto que limitaba y desvirtuaba esas colectivizaciones también venía en gran medida de la CNT-FAI. Los trabajadores que habían realizado y defendido durante largos meses la autogestión de numerosos sectores industriales y agrícolas (y también la de la cultura y la educación, etc.), tenían como enemigos no sólo a los militares y a los fascistas representantes de las clases dominantes de la burguesía y de los latifundistas, sino también «objetivamente» a las nuevas capas burocráticas que, bajo las mismas banderas que ellos, se disponían — ya habían comenzado — a restablecer, bajo formas a veces nuevas la vieja explotación del trabajador asalariado y la jerarquización totalitaria de la vida social».
Semprún Maura también critica el papel contrarrevolucionario de la URSS y de los comunistas españoles: «en ninguna otra parte la acción del aparato comunista internacional ha sido tan abiertamente contrarrevolucionaria como en España; en ninguna otra parte, fuera de los llamados países «socialistas», la represión policíaca estalinista ha desempeñado un papel tan considerable, ni ha gozado de tanta libertad de acción. Los «crímenes del estalinismo» durante la guerra civil española llenarían varios volúmenes. No es esto lo que me propongo hacer, pero hay que hablar de ello porque el papel de la URSS (y de los comunistas españoles) ha sido definitivo en el aplastamiento de la experiencia revolucionaria en Cataluña. Para mí, dicho sea de paso, no existe contradicción alguna entre la política contrarrevolucionaria de la URSS hacia España y su «naturaleza social». Tampoco tiene nada de escandaloso a pesar de lo que han dicho y de lo que dirán muchos comunistas «de izquierda», trotskistas o no —empeñados obstinadamente en clarificar la «lección de Octubre»—: al ser el sistema social «soviético» uno de los más reaccionarios del mundo (opresor, policíaco, rígidamente jerarquizado) habría sido, como poco, asombroso, que hubiese ayudado a la Revolución española en vez de servir a sus intereses de gran potencia».